# Odsherred

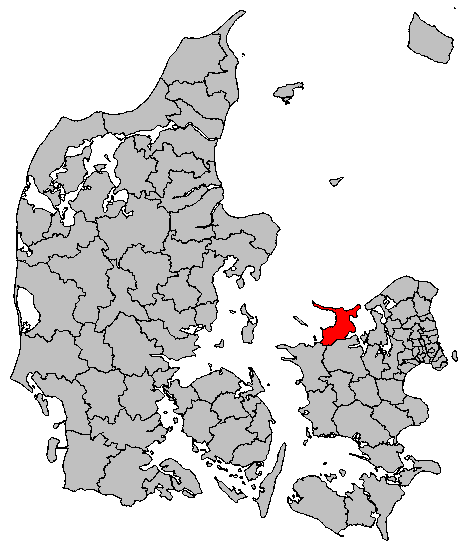
Localisation de la commune de Odsherred

Odsherred est le nom de la péninsule danoise située dans la partie nord-ouest de Seeland, ainsi que de la commune, à la suite du regroupement communal.
Elle s'étend autour du Lammefjord, désormais drainé au sud. Elle offre un large éventail de paysages typiques, longues plages de sable, champs et petites collines ondulées. La péninsule est reliée par le chemin de fer (Odsherredsbanen), qui dessert des villes comme Nykøbing (Seeland), Asnæs et Hørve. Il s’agit d'une commune touristique importante, comprenant campings et station balnéaire.
La dernière partie du nom, « herred », découle d'une pratique médiévale de division du pays en districts (herreder). Ces comtés ont disparu en 1919, mais le nom est resté.
Les premières implantations à Odsherred remontent à l'âge de pierre. Mais c’est l’âge du bronze qui a laissé le plus de traces archéologiques : les tumuli, tels Vejrhøj y sont très nombreux, notamment autour d’Asnæs.
Au Moyen Âge, Odsherred a été fortifié par la construction du château de Dragsholm (Dragsholm Slot). Le château occupait à cette époque une place stratégique, au niveau où la péninsule était la plus étroite.
Après la réforme des communes en 2007, les trois anciennes municipalités d’Odsherred (Dragsholm, Nykøbing-Rørvig et Trundholm) ont fusionné en une seule, créant la municipalité d’Odsherred. Si la réforme a parfois créé des tensions et des discussions dans d’autres régions du pays, elle a été ici acceptée sans difficultés car l’Odsherred forme une unité, et ce, depuis le Moyen Âge.